# Аль-Кісва (нохія)
Аль-Кісва (араб. ناحية الكسوة) — нохія у Сирії, що входить до складу району Провінція Дамаск-Центр провінції Дамаск. Адміністративний центр — м. Аль-Кісва.